# Matteo Rovere
Matteo Rovere (Roma, 22 gennaio 1982) è un regista, sceneggiatore, produttore cinematografico e produttore televisivo italiano.

## Biografia
Nato a Roma nel 1982, frequenta il liceo ginnasio T. Mamiani e storia del cinema all'Università di Roma "La Sapienza".
Classe '82, Matteo Rovere esordisce alla regia dirigendo il corto Lexotan, vincitore del premio Kodak al Festival Linea d’Ombra di Salerno. A questo seguono altri cortometraggi e documentari, fino al 2006, quando con Homo Homini Lupus, interpretato da Filippo Timi e Valentina Chico, ottiene premi nazionali e internazionali, tra cui il Nastro d’Argento per il miglior corto italiano. Nel 2008 realizza il suo primo lungometraggio, Un Gioco da Ragazze, presentato al Festival Internazionale del Film di Roma. Nel 2012 esce nelle sale italiane il suo secondo lungometraggio da regista, Gli sfiorati, tratto dall’omonimo romanzo di Sandro Veronesi e interpretato da Andrea Bosca, Miriam Giovanelli, Claudio Santamaria, Michele Riondino e Massimo Popolizio. Il film è stato presentato in anteprima mondiale a Londra in occasione del British Film Institute Festival. Nel 2016 scrive e dirige Veloce come il vento, interpretato da Stefano Accorsi e Matilda De Angelis. Il film riceve sedici candidature ai David di Donatello, aggiudicandosi sei statuette e riceve due Nastri D’Argento. Il film è stato venduto in più di 40 paesi fra cui Germania, Giappone, Cina, Australia, Francia, Sud America, Russia, Corea del Sud e Taiwan.
All’attività di regista affianca quella di sceneggiatore della maggior parte dei suoi lavori e quella di produttore cinematografico e televisivo. Nel 2008 diventa socio della casa di produzione Ascent Film fondata nel 2004 da Andrea Paris. 
Nel 2014, assieme al regista Sydney Sibilia fonda la casa di produzione Groenlandia, con la quale produce la trilogia Smetto quando voglio. Il primo capitolo ottiene dodici candidature ai David di Donatello e cinque ai Nastri d'Argento. Per il film, Rovere vince un Nastro d'argento come miglior produttore, diventando a 32 anni il più giovane produttore ad aver mai ricevuto il premio.
Nel 2019 produce Croce e Delizia, diretto da Simone Godano e Il Campione opera prima di Leonardo D’Agostini. Nell’estate dello stesso anno è showrunner, produttore e regista della serie Originale Sky Italia Romulus e produce con Ascent Film il Cattivo Poeta, regia di Gianluca Jodice, e Shadows di Carlo Lavagna e con Groenlandia la Belva, di Ludovico di Martino. Sempre nel 2019 con Groenlandia produce L’Incredibile Storia dell’Isola delle Rose, film Netflix Original diretto da Sydney Sybilia.
Nel gennaio 2019 esce Il Primo Re, con protagonista Alessandro Borghi, uno dei film più attesi e discussi della stagione. Venduto in tutto il mondo il film si aggiudica otto candidature ai Nastri D’Argento, vincendone tre, e quindici candidature ai Premi David di Donatello, aggiudicandosene tre, tra cui quello come Miglior Produttore.
Nel 2020 produce Mondocane, esordio distopico di Alessandro Celli con Alessandro Borghi, Carosello Carosone, biopic del grande musicista Renato Carosone diretto da Lucio Pellegrini, Una Relazione, opera prima di Stefano Sardo con Ascent Film, Marilyn ha gli occhi neri, terzo film di Simone Godano, Settembre, opera prima di Giulia Steigerwalt e Blackout Love, esordio alla regia di Francesca Marino.
Produce nel 2021 Delta, secondo film di Michele Vannucci, con Alessandro Borghi e Luigi Lo Cascio, I Viaggiatori, nuovo film di Ludovico Di Martino e con Ascent Film produce Ipersonnia, opera prima di Alberto Mascia con Stefano Accorsi.
Nel 2022 dirige, insieme a Francesca Mazzoleni e Francesco Carrozzini, Supersex, una serie Netflix Original liberamente ispirata alla vita di Rocco Siffredi e produce La Bella Stagione, film documentario sulla Sampdoria degli anni ’90. Lo stesso anno è andata in onda la seconda stagione di Romulus, dove lo ritroviamo in veste di showrunner, regista e sceneggiatore.
Nel 2023 esce la serie Netflix Original La Legge di Lidia Poët di cui è regista e produttore e produce Come Pecore in mezzo ai Lupi, opera prima di Lyda Patitucci, e Mixed By Erry, l’ultimo film di Sydney Sibilia.
Nel 2024, produce per il cinema con Groenlandia i film Sei Fratelli di Simone Godano, Una Storia Nera di Leonardo D’Agostini, Non Sono Quello che Sono di Edoardo Leo, La Coda del Diavolo di Domenico De Feudis; insieme ad Andrea Paris per Ascent, l’ultimo film di Gianluca Maria Tavarelli Indagine su una storia d’amore, e i pluripremiati El Paraíso di Enrico Maria Artale e Le Déluge - Gli ultimi giorni di Maria Antonietta di Gianluca Jodice.
Sempre nel 2024 apre l’anno con due serie TV prodotte per Prime Video: No Activity – Niente da Segnalare di Valerio Vestoso e Antonia di Chiara Malta.
Nel mese di ottobre 2024 vengono rilasciate su Netflix la seconda stagione de La Legge di Lidia Poët – di cui dirige l’episodio 2x01 – su Disney+ Avetrana – Qui non è Hollywood di Pippo Mezzapesa, e su Sky Hanno Ucciso l’Uomo Ragno, la leggendaria storia degli 883 ideata da Sydney Sibilia. Tutte e tre le serie raggiungono i primi posti nelle classifiche e battono i record di ascolto nelle rispettive piattaforme.
Nel 2025 esce nelle sale Diva Futura di Giulia Louise Steigerwalt, in concorso alla 81°Mostra del cinema di Venezia, che racconta le vicende di Riccardo Schicchi e della nascita del porno in Italia.
Sempre nel 2025 produce per il cinema Gioco Pericoloso di Lucio Pellegrini, La Vita da Grandi, opera prima di Greta Scarano ispirata alla storia vera dei fratelli Tercon, e il documentario evento Pino di Francesco Lettieri, dedicato alla straordinaria vita dell’artista napoletano Pino Daniele.
Nel frattempo, esce su Netflix la serie Maschi Veri, diretta da Matteo Oleotto e Letizia Lamartire.

## Vita privata
È sposato con Giulia Louise Steigerwalt.

## Filmografia

### Regista

#### Cinema
- Un gioco da ragazze (2008)
- Gli sfiorati (2011)
- Veloce come il vento (2016)
- Il primo re (2019)

#### Televisione
- Romulus – serie TV, episodi 1x01-1x02-2x01 (2020-2022)
- La legge di Lidia Poët – serie TV, episodi 1x01-1x02-2x01 (2023-2024)
- Supersex – serie TV, episodi 1x01-1x04-1x06 (2024)

#### Cortometraggi
- Lexotan (2002)
- Unconventional Toys (2004)
- Sulla riva del lago (2004)
- Homo homini lupus (2006)

### Sceneggiatore

#### Cinema
- Gitanes – documentario (2004)
- Un gioco da ragazze (2008)
- Gli sfiorati (2011)
- Veloce come il vento (2016)
- Il primo re (2019)

#### Televisione
- Zio Gianni – serie TV, 27 episodi (2014-2015)
- Romulus – serie TV, 10 episodi (2020)

#### Cortometraggi
- Lexotan (2002)
- Unconventional Toys (2004)
- Sulla riva del lago (2004)
- Homo homini lupus (2006)

### Produttore

#### Cinema
- Pietro Germi - Il bravo, il bello, il cattivo, regia di Claudio Bondì – documentario (2009)
- Ritratto di mio padre, regia di Maria Sole Tognazzi – documentario (2010)
- Smetto quando voglio, regia di Sydney Sibilia (2014)
- La foresta di ghiaccio, regia di Claudio Noce (2014)
- La prima volta (di mia figlia), regia di Riccardo Rossi (2015)
- The Pills - Sempre meglio che lavorare, regia di Luca Vecchi (2016) - produttore esecutivo
- Smetto quando voglio - Masterclass, regia di Sydney Sibilia (2017)
- Moglie e marito, regia di Simone Godano (2017)
- The Italian Jobs: Paramount Pictures e l'Italia, regia di Marco Spagnoli – documentario (2017)
- Smetto quando voglio - Ad honorem, regia di Sydney Sibilia (2017)
- Sembra mio figlio, regia di Costanza Quatriglio (2018)
- Ovunque proteggimi, regia di Bonifacio Angius (2018)
- Il primo re, regia di Matteo Rovere (2019)
- Croce e delizia, regia di Simone Godano (2019)
- Il campione, regia di Leonardo D'Agostini (2019)
- Shadows, regia di Carlo Lavagna (2020)
- L'incredibile storia dell'Isola delle Rose, regia di Sydney Sibilia (2020)
- La belva, regia di Ludovico Di Martino (2020)
- Il cattivo poeta, regia di Gianluca Jodice (2021)
- Onoda - 10.000 notti nella giungla (Onoda, 10 000 nuits dans la jungle), regia di Arthur Harari (2021) - co-produttore
- France, regia di Bruno Dumont (2021) - co-produttore
- Marilyn ha gli occhi neri, regia di Simone Godano (2021)
- Blackout Love, regia di Francesca Marino (2021)
- Mondocane, regia di Alessandro Celli (2021)
- Settembre, regia di Giulia Steigerwalt (2022)
- I viaggiatori, regia di Ludovico Di Martino (2022)
- The Hanging Sun - Sole di mezzanotte (The Hanging Sun), regia di Francesco Carrozzini (2022)
- La bella stagione, regia di Marco Ponti (2022)
- Ipersonnia, regia di Alberto Mascia (2022)
- Delta, regia di Michele Vannucci (2022)
- Mixed by Erry, regia di Sydney Sibilia (2023)
- Come pecore in mezzo ai lupi, regia di Lyda Patitucci (2023)
- El paraíso, regia di Enrico Maria Artale (2023)
- Sei fratelli, regia di Simone Godano (2024)
- Una storia nera, regia di Leonardo D'Agostini (2024)
- Maestro - Il calcio a colori di Tommaso Maestrelli, regia di Francesco Cordio e Alberto Manni – documentario (2024)
- Non sono quello che sono, regia di Edoardo Leo (2024)
- Le Déluge - Gli ultimi giorni di Maria Antonietta, regia di Gianluca Jodice (2024)
- Diva Futura, regia di Giulia Louise Steigerwalt (2024)
- La vita da grandi, regia di Greta Scarano (2025)

#### Televisione
- Zio Gianni – serie TV, 8 episodi (2014-2015)
- Romulus – serie TV, 18 episodi (2020-2022)
- Carosello Carosone – film TV (2021)
- Sarah - La ragazza di Avetrana, regia di Christian Letruria – miniserie TV (2021)
- La legge di Lidia Poët – serie TV (2023-in corso)
- No Activity - Niente da segnalare - miniserie TV (2024)
- Supersex – serie TV (2024)
- Hanno ucciso l'Uomo Ragno - La leggendaria storia degli 883 – serie TV (2024-in corso)
- Avetrana - Qui non è Hollywood, regia di Pippo Mezzapesa – miniserie TV (2024)
- La coda del diavolo, regia di Domenico De Feudis – film TV (2024)
- Maschi veri, regia di Matteo Oleotto e Letizia Lamartire – serie TV (2025-in corso)

#### Cortometraggi
- Homo homini lupus (2006)
- Oggi gira così, regia di Sydney Sibilia (2010)
- Altra musica, regia di Claudio Noce (2012)

#### Webserie
- The Pills 1/2 – 2 webisodi (2013)
- The Pills – 12 webisodi (2013-2014)

## Riconoscimenti
- David di Donatello
  - 2014 - Candidatura al miglior produttore per Smetto quando voglio
  - 2017 - Candidatura al miglior film per Veloce come il vento
  - 2017 - Candidatura al miglior regista per Veloce come il vento
  - 2017 - Candidatura alla miglior sceneggiatura originale per Veloce come il vento
  - 2018 - Candidatura al miglior produttore per Smetto quando voglio - Masterclass e Smetto quando voglio - Ad honorem
  - 2020 - Candidatura al miglior film per Il primo re[8]
  - 2020 - Candidatura al miglior regista per Il primo re
  - 2020 - Candidatura alla miglior sceneggiatura originale per Il primo re
  - 2020 - Miglior produttore per Il primo re
  - 2021 - Candidatura al miglior produttore per L'incredibile storia dell'Isola delle Rose
- Nastro d'argento
  - 2007 - Miglior cortometraggio per Homo homini lupus
  - 2014 - Miglior produttore per Smetto quando voglio
  - 2019 - Candidatura al miglior regista per Il primo re
  - 2019 - Candidatura al miglior film per Il primo re
  - 2019 -  Miglior produttore per Il primo re e Il campione
- Globi d'oro
  - 2017 - Candidatura alla miglior sceneggiatura per Veloce come il vento
- Premio Flaiano per la televisione e la radio
  - 2023 - Migliore regia per La legge di Lidia Poët[9]